# Metamynodon
Metamynodon (лат.) — род крупных вымерших млекопитающих из семейства аминодонтовых отряда непарнокопытных, живших во времена олигоцена — эоцена (46,2—23,03 млн лет назад) на территории современных Китая, Мьянмы и США. Представители индрикотериевой фауны. Строением скелета эти звери походили на современных бегемотов и вели аналогичный образ жизни.

## Строение скелета
Резцы Metamynodon не были увеличены, но и не редуцированы и функциональны; верхние клыки короткие и мощные, косо сточены очень крупными нижними клыками. Ещё одно принципиальное отличие от всех остальных групп носорогообразных — редукция премоляров, которые, вместо того, чтобы сравняться по размеру с коренными зубами, были гораздо меньше, а их количество сократилось до трёх в верхней и двух в нижней челюсти. Коренные были характерного для носорогообразных типа, но очень узкие, особенно самые крайние. Череп весьма своеобразен, с очень длинным и высоким сагиттальным гребнем, а также широкими и массивными скуловыми дугами. Он очень походил на череп крупного хищного зверя. Лицевой отдел сильно укорочен, а череп сплюснут, так что голова удивительно низкая, широкая и плоская — пропорции, которые не встречаются у других носорогообразных. Шея короткая, а тело очень длинное и массивное, судя по длинным и сильно изогнутым рёбрам. Конечности короткие и толстые.

## Классификация
По данным сайта Paleobiology Database, на октябрь 2019 года в род включают 3 вымерших вида:
- Metamynodon chadronensis Wood, 1937
- Metamynodon mckinneyi Wilson & Schiebout, 1981
- Metamynodon planifrons Scott & Osborn, 1887typus [syn. Metamynodon rex Troxell, 1921]

Ещё два вида, найденных в Мьянме, не имеют должного описания: Metamynodon birmanicus и Metamynodon cotteri. 